# Léo Dubois
Léo Dubois (Segré, Países del Loira, Francia, 14 de septiembre de 1994) es un futbolista francés que juega en la demarcación de defensa para el Eyüpspor de la Superliga de Turquía.

## Trayectoria
Desde los seis años empezó a formarse como futbolista en el S. C. Saint-Gemmes, donde estuvo tres años, ya que en el año 2003 pasó a formar parte de la disciplina del ES Segré de su ciudad natal. Finalmente en 2008 fue traspasado al F. C. Nantes. En 2012 hizo su debut con el equipo B, donde estuvo jugando hasta la temporada 2015/16, anotando dos goles en 39 partidos de liga. Subió al primer equipo en 2015, haciendo su debut profesional el 9 de mayo contra el Girondins de Burdeos en el minuto 83 tras sustituir a Kian Hansen.
El 24 de septiembre de 2017, contra el R. C. Strasbourg, anotó su primer gol de su carrera profesional, regalando la victoria al F. C. Nantes (2-1).

## Selección nacional
Tras jugar con la selección de fútbol sub-21 de Francia, finalmente el 2 de junio de 2019 hizo su debut con la selección absoluta en un partido amistoso contra Bolivia, donde sustituyó a Benjamin Pavard en el minuto 46, y que finalizó con un resultado de 2-0 a favor del combinado francés tras los goles de Thomas Lemar y Antoine Griezmann.

## Estadísticas

### Clubes
Actualizado al último partido disputado el 8 de mayo de 2022.
| Club                          | Div.          | Temporada     | Liga  | Liga  | Copas nacionales | Copas nacionales | Copas internacionales | Copas internacionales | Total | Total |
| Club                          | Div.          | Temporada     | Part. | Goles | Part.            | Goles            | Part.                 | Goles                 | Part. | Goles |
| ----------------------------- | ------------- | ------------- | ----- | ----- | ---------------- | ---------------- | --------------------- | --------------------- | ----- | ----- |
| F. C. Nantes II Francia       | 4.ª           | 2012-13       | 3     | 0     | —                | —                | —                     | —                     | 3     | 0     |
| F. C. Nantes II Francia       | 4.ª           | 2013-14       | 17    | 2     | —                | —                | —                     | —                     | 17    | 2     |
| F. C. Nantes II Francia       | 4.ª           | 2014-15       | 20    | 0     | —                | —                | —                     | —                     | 20    | 0     |
| F. C. Nantes II Francia       | 4.ª           | 2015-16       | 1     | 0     | —                | —                | —                     | —                     | 1     | 0     |
| F. C. Nantes II Francia       | Total club    | Total club    | 41    | 2     | 0                | 0                | 0                     | 0                     | 41    | 2     |
| F. C. Nantes Francia          | 1.ª           | 2014-15       | 2     | 0     | 0                | 0                | —                     | —                     | 2     | 0     |
| F. C. Nantes Francia          | 1.ª           | 2015-16       | 24    | 0     | 4                | 0                | —                     | —                     | 28    | 0     |
| F. C. Nantes Francia          | 1.ª           | 2016-17       | 36    | 0     | 5                | 0                | —                     | —                     | 41    | 0     |
| F. C. Nantes Francia          | 1.ª           | 2017-18       | 34    | 3     | 1                | 1                | —                     | —                     | 35    | 4     |
| F. C. Nantes Francia          | Total club    | Total club    | 96    | 3     | 10               | 1                | 0                     | 0                     | 106   | 4     |
| Olympique de Lyon Francia     | 1.ª           | 2018-19       | 25    | 1     | 4                | 1                | 5                     | 1                     | 34    | 3     |
| Olympique Lyonnais II Francia | 4.ª           | 2019-20       | 1     | 0     | —                | —                | —                     | —                     | 1     | 0     |
| Olympique Lyonnais II Francia | Total club    | Total club    | 1     | 0     | 0                | 0                | 0                     | 0                     | 1     | 0     |
| Olympique de Lyon Francia     | 1.ª           | 2019-20       | 16    | 0     | 2                | 0                | 9                     | 0                     | 27    | 0     |
| Olympique de Lyon Francia     | 1.ª           | 2020-21       | 37    | 2     | 3                | 0                | —                     | —                     | 40    | 2     |
| Olympique de Lyon Francia     | 1.ª           | 2021-22       | 23    | 0     | 0                | 0                | 5                     | 0                     | 28    | 0     |
| Olympique de Lyon Francia     | Total club    | Total club    | 101   | 3     | 9                | 1                | 19                    | 1                     | 129   | 5     |
| Total carrera                 | Total carrera | Total carrera | 239   | 8     | 19               | 2                | 19                    | 1                     | 277   | 11    |

## Palmarés

### Títulos nacionales
| Título               | Club              | País    | Año  |
| -------------------- | ----------------- | ------- | ---- |
| Superliga de Turquía | Galatasaray S. K. | Turquía | 2023 |

### Títulos internacionales
| Título                      | Club (*) | Sede   | Año  |
| --------------------------- | -------- | ------ | ---- |
| Liga de Naciones de la UEFA | Francia  | Italia | 2021 |

(*) Incluyendo la selección.